# Ellen Margrethe Stein
Ellen Margrethe Stein (8. oktober 1893 i København – 29. marts 1979 i Hellerup) var en dansk skuespillerinde.
Uddannet fra Det kongelige Teaters elevskole 1918.
Herefter optræden i provinsen.
Hun var på Dagmarteatret 1933-1937, free-lance 1937-1943, på Folketeatret og på Det Ny Teater 1943-1959.
Hun var tillige engageret på Det ny Scala 1967-1968.
Hun medvirkede i både radio og TV.

## Udvalgt filmografi
- En fuldendt gentleman – 1937
- Flådens blå matroser – 1937
- Barnet – 1940
- Sommerglæder – 1940
- En forbryder – 1941
- Søren Søndervold – 1942
- Kriminalassistent Bloch – 1943
- En ny dag gryer – 1945
- I går og i morgen – 1945
- Den usynlige hær 1945
- Op med lille Martha – 1946
- Lykke på rejsen – 1947
- I de lyse nætter – 1947
- Penge som græs – 1948
- Kampen mod uretten – 1949
- Bag de røde porte – 1951
- Dorte – 1951
- Vi som går køkkenvejen – 1953
- Adam og Eva – 1953
- Seksdagesløbet – 1958
- Helle for Helene – 1959
- Gøngehøvdingen – 1961
- Pigen og pressefotografen – 1963
- Søskende – 1966
- Soyas tagsten – 1966
- Far laver sovsen – 1967
- Midt i en jazztid – 1969
- Man sku' være noget ved musikken – 1972
- Mig og Mafiaen – 1973
- Hør, var der ikke en som lo? – 1978